# Another Music in a Different Kitchen
Another Music in A Differrent Kitchen é o primeiro disco de estúdio da banda inglesa de Punk Rock Buzzcocks lançado em 1978.

## Sinopse
Numa época em que as bandas inglesas de Punk Rock se preocupavam em falar de guerra, revolta, anarquia, niilismo e revoluções, os Buzzcocks se preocupavam apenas em falar de temas adolescentes como: amor, encontros e desencontros, paixões avassaladoras, relacionamentos conturbados, amores confusos, necessidades adolescentes e hormônios. Enquanto os seus contemporâneos ingleses insistiam em deixar o amor de fora das canções, os Buzzcocks faziam questão de falar de amor, exemplos disso são canções como "Get on Our Own", Moving Away from the Pulsebeat", "Fiction Romance" e a maravilhosa "I Don't Mind" ( hit do grupo que foi relançado na coletânea Sigles Going Steady). Outro hit do grupo presente no disco é "Autonomy" que também entrou na compilação Singles Going Steady.  

## Faixas
1. "Fast Cars" (Howard Devoto, Steve Diggle, Pete Shelley) – 2:26
2. "No Reply" (Shelley) – 2:16
3. "You Tear Me Up" (Devoto, Shelley) – 2:27
4. "Get on Our Own" (Shelley) – 2:26
5. "Love Battery" (Devoto, Shelley) – 2:09
6. "Sixteen" (Shelley) – 3:38
7. "I Don't Mind" (Shelley) – 2:18
8. "Fiction Romance" (Shelley) – 4:27
9. "Autonomy" (Diggle) – 3:43
10. "I Need" (Diggle, Shelley) – 2:43
11. "Moving Away from the Pulsebeat" (Shelley) – 7:06

## Integrantes
Pete Shelley - vocais, guitarra
Steve Diggle - guitarra, vocais
Steve Garvey - baixo
John Maher - bateria, vocais